# Mukasch Abdrajew
Mukasch Scharschenowitsch Abdrajew, kirgisisch Мукаш Абдраев, russisch Мукаш Шаршенович Абдра́ев (* 5. Mai 1920 in Kysyl-Asker, heute im Rajon Sokuluk, Kirgisistan; † 18. Mai 1979 in Frunse) war ein sowjetischer Komponist und Musikpädagoge kirgisischer Abstammung.

## Leben
Mukasch Abdrajew verlor im Alter von zwei Jahren seine Eltern. Der Bruder seiner Mutter Scharschen Termetschikow (1896–1942), ein bekannter kirgisischer Komödiant und Volkssänger, nahm ihn in seinen Haushalt auf. Nach dem Umzug der Familie nach Frunse im Jahr 1933 erhielt er Violinunterricht an der Musikschule in der Klasse von A. I. Konopko. Unterricht in Musiktheorie erhielt er vom Dirigenten und Komponisten Pjotr Fjodorowitsch Schubin (1894–1948). 1935 wurde er mit einer Gruppe begabter Kinder auf die Schule nach Moskau geschickt. Nach fünf Jahren Unterricht in einer Violinklasse wechselte er in die nationale Klasse des Moskauer Konservatoriums, studierte bei Genrich Litinski (1901–1985) und Wladimir Fere und besuchte einen Kurs in Folkloristik. Hier verfasste er seine ersten Kompositionen: Мелодия для скрипки [Melodie für Violine] und Lieder auf Texte von Toktogul Satylganow (1864–1933). Nach einem Jahr wurde er auf Grund des Krieges nach Frunse evakuiert, da er wegen einer Beinverletzung nicht zum Militärdienst eingezogen worden war. Dort wurde er einer Agitationsgruppe von Künstlern zugeteilt, die von Musa Baetow (1902–1949) geleitet wurde. Mitglieder der Gruppe waren noch Abdylas Maldybajew, Askar Tulejewitsch Tulejew (1920–1963) und Achmat Amanbajewtisch Amanbajew (1920–1964). Zusammen schrieben sie 1943 die musikalische Komödie Kint kimmi. Er schrieb in dieser Zeit eigene Lieder. Ой, алтын und Селкин белеги waren recht populär. 1944 kehrte er nach Moskau ans Konservatorium zurück und setzte sein Studium in Musiktheorie und Komposition fort. Nach sechs Jahren absolvierte er 1950 die Kompositionsklasse von Sergei Wassilenko als erster Kirgise mit einer höheren Komponistenausbildung. Danach kehrte er nach Frunse zurück und unterrichtete von 1950 bis 1958 an der Schule für Musik und Choreographie. Seit 1960 war er Dozent am Lehrstuhl für Musik der Pädagogischen Hochschule Kirgisistans. 1964 wurde ihm der Ehrentitel Заслуженный деятель искусств Киргизской ССР [Verdienter Künstler der Kirgisischen SSR] verliehen. 1967 wurde er Leiter des Lehrstuhls für Theorie und Komposition an der Hochschule für Kunst Kirgisistans und Vorsitzender des Komponistenverbands der Kirgisischen SSR. Auf dem vierten und fünften Kongress des Komponistenverbandes der UdSSR wurde er zum Vorstandsmitglied und Sekretär gewählt. Nach Eröffnung des Kunstinstitutes wurde er 1974 Leiter der Abteilung Komposition und hatte diese Funktion bis zu seinem Tod inne. 1974 erhielt er den Staatspreis der Kirgisischen SSR nach Toktogul Satylganov, und es wurde ihm der Ehrentitel Volkskünstler der Kirgisischen SSR verliehen. 1962, 1965 und 1967 wurde Abdrajew Mitglied des Stadtrats in Frunse sowie 1967 und 1975 Mitglied des Obersten Sowjets der Kirgisischen SSR. Nach seinem Tod 1979 wurde 1980 eine Musikschule in Frunse nach ihm benannt.

## Werke (Auswahl)

### Opern
Mukasch Abdrajew schrieb vier Opern. Er war ein Pionier der kirgisischen Oper. Seine Werke beeinflussten die Entwicklung der kirgisischen Musikkultur maßgeblich.
- Токтогул [Toktogul]
- Молодые сердца [Junge Herzen], Frunse, 1953
- Олжобай и Кишимжан [Oldschobaj und Kischimdschan], 1965
- Перед бурей [Vor dem Sturm]

### Orchesterwerke
- Величие труда, sinfonische Dichtung
- На Сусамыре, sinfonische Dichtung
- Рассказ Ильяса, sinfonische Dichtung

### Gesang
- Отцу народов [Dem Vater der Nationen],  für Gesang und Klavierbegleitung, , Text: K. Akijew, Russischer Text: W. Winnikow, 1949
- Лаская сына [Liebkosung des Sohnes], für Gesang und Klavierbegleitung, Text: K. Akijew, Russischer Text: W. Winnikow, 1950
- Подарок девушки [Geschenk des Mädchens]. für Gesang und Klavierbegleitung, Kirgisischer Text: N. Bajtemirow, Russischer Text: W. Winnikow, 1950
- Великий Ленин [Der große Lenin] für Stimme und Chor mit Klavierbegleitung, Frunse, 1963
- Споем, друзья, споем [Singt, Freunde, singt] für Chor mit Begleitung der Knopfharmonika, Frunse, 1964
- Мы пионеры [Wir Pioniere], Sammlung für Gesang (Solo, Chor) mit Klavierbegleitung, Frunse, 1965
- Песня о труде [Lied zur Arbeit], für Chor mit Klavierbegleitung, Frunse, 1965
- Мелодии Ала-Тоо [Melodien Ala-Too], Sammlung für Gesang (Solo, Duett und Chor) mit Klavierbegleitung, Frunse, 1968
- Моя республика [Meine Republik], Sammlung für Gesang (Solo, Chor) mit Klavierbegleitung, Frunse, 1969
- Песни о Ленине [Lied über Lenin] für Gesang (Solo, Duett und Chor) mit Klavierbegleitung, , Frunse, 1969
- К коммунизму [Zum Kommunismus], Liedersammlung (Solo, Duett, Chor) mit Klavierbegleitung, Frunse, 1971
- Ausgewählte Chöre mit Klavierbegleitung und A capella, Frunse, 1979
- Наша отчизна - цветущий край [Unsere Heimat, ein blühendes Land], für Chor mit Begleitung, Frunse
- Канга кан
- Ой, алтын
- Селкин белеги
- Жалынында куйгонмун

### Lehrbücher
- Пение [Gesang], 1968
- Музыка [Musik], 1964
- Сольфеджио [Solfeggio], 1973